# یواس‌اس دکانویدا
یواس‌اس دکانویدا ممکن است به یکی از موارد زیر اشاره داشته باشد:
- یواس‌اس دکانویدا (وای‌تی‌بی-۳۳۴)
- یواس‌اس دکانویدا (وای‌تی‌بی-۸۳۱)